# 篠原長秀
篠原 長秀（しのはら ながひで）は、戦国時代から安土桃山時代にかけての武将。阿波今切城主。篠原自遁の嫡男。

## 生涯
長秀は当初は畿内での活動が見え、永禄5年（1562年）には高屋城（大阪府羽曳野市）に在城して、南河内の支配に当たっていた。同年8月、長秀は三好康長や加地盛時、矢野虎村ら6人と共に掟書に連署し、11月には康長ら8人と共に起請文に署名している。この年の3月に主君・三好実休が戦死しており、長秀らはこの起請文の中で、まだ幼少である実休の子・長治を守り「御家」のために尽くすことなどを誓っている。
永禄11年（1568年）9月に足利義昭・織田信長が上洛すると、阿波三好家は高屋城を失った。これに伴い、長秀は三好長治に近侍するようになったと推測され、元亀4年（1573年）5月の長治の書状で、伊沢右近と共に取次を務めている。
天正4年（1576年）、勝瑞（徳島県藍住町）を出奔した阿波守護家の細川真之を討伐するため長治は出陣するが、離反した一宮成相らにより敗れた。長治は長秀の居城・今切城（徳島市）へと入るが、成相方の攻撃を受けて別宮浦（徳島市・松茂町）に逃れ、同年末に自害することになる。長秀は被官・郡勘助のもとに隠れたが、勘助が成相方にこれを告げたため討たれたという。
長秀の死後、今切城のあった地に村民が堂宇を建て、長秀を祀ったとされる。これが現在の徳島市春日にある篠原神社である。